# Niclas Molinder
Niclas Molinder, född 1972, är en svensk låtskrivare och musikproducent som har samarbetat med artister som Jake Zyrus, Agnes, Miley Cyrus, Jonas Brothers och S Club 8. Han är även gjort musik till TV-serier som Hannah Montana. Tillsammans med Joacim Persson, Max Martin och Björn Ulvaeus grundade han Auddly. Därtill skapade han Session tillsammans de två senare.